# Гурдибашево
Гурдиба́шево (рос. Гурдыбашево, башк. Гүрҙебаш) — присілок у складі Бакалинського району Башкортостану, Росія. Входить до складу Тактагуловської сільської ради.
Населення — 105 осіб (2010; 137 у 2002).
Національний склад:
- башкири — 96 %